# Parti indépendantiste (1985)
Ne pas confondre avec l'actuel Parti indépendantiste (2008-)
Le Parti indépendantiste fut un parti politique du Québec indépendantiste et social-démocrate de la seconde moitié des années 1980.  
Le Parti indépendantiste avait pour objectif de combler le vide laissé par l'abandon de la souveraineté par le Parti québécois au profit du projet d'« affirmation nationale » de son chef Pierre Marc Johnson. Le PI critiquait aussi le Beau risque mené par René Lévesque. Contrairement au PQ, le Parti indépendantiste voulait faire l'indépendance sans association avec le Canada.
Il se distingue du Parti indépendantiste fondé le 18 octobre 2007.